# 姚良弼
姚良弼（1508年—？），字夢賢，號皋亭，武功中衛匠籍，浙江錢塘縣人，明朝政治人物。

## 生平
嘉靖十三年（1534年）甲午科順天府鄉試第六十七名舉人。嘉靖十四年（1535年）中式乙未科會試第一百七十二名，登第二甲第七十三名進士。授南京刑部主事，升郎中，出为岳州府知府。嘉靖三十三年（1554年）担任广东惠州府知府。曾修《惠州府志》。晋云南按察司副使。

## 家族
曾祖姚慶；祖父姚福，曾任壽官；父姚鉞，曾任壽官。前母章氏；嫡母侯氏；生母吳氏。具庆下。兄良相。